# Barbara Bargiełowska
Barbara Bolesława Bargiełowska z domu Dutkiewicz (ur. 16 marca 1934 w Warszawie, zm. 20 marca 2019 w Piasecznie) – polska aktorka filmowa i teatralna.

## Życiorys
Urodziła się jako Barbara Dutkiewicz. Jej matka była śpiewaczką operową. Ukończyła studia w PWST w Warszawie w 1957 (dyplom otrzymała w 1960). Przez dwa lata była żoną Daniela Bargiełowskiego, a po rozwodzie zachowała jego nazwisko.
Występowała m.in. w warszawskim Teatrze Syrena, Teatrze im. J. Osterwy w Gorzowie Wielkopolskim, Teatrze im. A. Mickiewicza w Częstochowie oraz w warszawskim Teatrze Komedia.
Nagrodzona za rolę w przedstawieniu Uciekła mi przepióreczka Stefana Żeromskiego na III Festiwalu Polskich Sztuk Współczesnych we Wrocławiu w 1962. Otrzymała też nagrodę za rolę Anki w przedstawieniu Garść piasku Przeździeckiego wystawianym w Teatrze im. A. Mickiewicza w Częstochowie na II Telewizyjnym Festiwalu Teatrów Dramatycznych (1965).
Ostatni okres życia spędziła w Domu Aktora w Skolimowie.
Pogrzeb aktorki odbył się 26 marca; po mszy w Kościele św. Elżbiety została pochowana na cmentarzu w Powsinie.

## Spektakle teatralne
- 1958 – Porwanie Sabinek jako Madzia (reż. Aleksander Gajdecki)
- 1959 – Jim strzela pierwszy! jako Winnifred (reż. Stanisław Wohl)
- 1960 – Hallo, Romeo! (reż. Kazimierz Krukowski)
- 1961 – Jadzia wdowa jako Jadzia (reż. Bronisław Kassowski)
- 1962 – Śluby panieńskie jako Klara (reż. B. Kassowski)
- 1962 – Uciekła mi przepióreczka jako Dorota (reż. Irena Byrska)
- 1962 – Zygmunt August jako Barbara Radziwiłłówna (reż. Tadeusz Byrski)
- 1963 – Pan Damazy jako Mańka (reż. T. Byrski)
- 1963 – Garść piasku jako Anka (reż. August Kowalczyk)
- 1964 – Medea jako Kreuza (reż. Andrzej Strokowski)
- 1964 – Śluby panieńskie jako Klara / Aniela (reż. S. Wohl)
- 1965 – Ogniem i mieczem jako Helena (reż. Jerzy Szeski)
- 1966 – Zamek jako Filipa (reż. Maciej Zenon Bordowicz)
- 1966 – My Fair Lady jako Eliza Doolittle (reż. Henryk Drygalski)
- 1970 – Piękna Helena jako Helena (reż. Stefania Domańska)
- 1971 – Wieczór Trzech Króli jako Maria (reż. Alina Obidniak)
- 1973 – Ferdynand Wspaniały jako Marianna Donauwellen (reż. Zbigniew Czeski)
- 1975 – Klub kawalerów jako Kasia; Jadwiga Ochotnicka (reż. Irena Górska)
- 1976 – Wizje i zamówienia jako Marysieńka / Madonna (reż. Krystyna Sznerr)
- 1979 – Krasnoludki, krasnoludki jako pani Basia; Królowa (reż. Wojciech Pokora)

### Teatr Telewizji
- 1968 – Zemsta sieroty jako Zuzanna (reż. Jerzy Gruza)
- 1968 – Yerma jako Maria (reż. Aleksander Bardini)
- 1972 – Wesele z generałem jako Żmijewa (reż. Olga Lipińska)
- 1979 – Kim jesteś, kochanie (reż. Andrzej Żmijewski)

## Filmografia
- 1953 – Sprawa do załatwienia
- 1955 – Zaczarowany rower
- 1961 – Odwiedziny prezydenta jako Przedszkolanka
- 1961 – Wyrok
- 1962 – I ty zostaniesz Indianinem jako Recepcjonistka w hotelu
- 1964 – Rękopis znaleziony w Saragossie
- 1965 – Sposób bycia jako Merlińska
- 1966 – Powrót na ziemię jako Gospodyni Stefana
- 1967 – Zosia jako Wanda
- 1968 – Człowiek z M-3 jako żona Zochy
- 1969 – Do przerwy 0:1 jako Milicjantka
- 1969 – Nowy
- 1969 – Paragon gola jako Milicjantka
- 1970 – Legenda
- 1971 – Agent nr 1 jako Marianna Jantos, żona Fortisa
- 1972 – Z tamtej strony tęczy jako Sąsiadka
- 1975 – Czterdziestolatek jako Maria Bekowa
- 1975 – Obrazki z życia jako kierowniczka klubu
- 1976 – 07 zgłoś się jako Iza, wspólniczka „Inżyniera” w odc. 1 Major opóźnia akcję
- 1976 – Zielone, minione...
- 1978 – Rodzina Połanieckich
- 1978 – Znaków szczególnych brak jako Róża Luksemburg
- 1981 – Przyjaciele
- 1982 – Do góry nogami jako Tekla Zemlikowa
- 1982 – Jeśli się odnajdziemy jako Kołobrzeska
- 1982 – Punkty za pochodzenie jako Nauczycielka śpiewu w szkole teatralnej
- 1985 – Diabelskie szczęście jako Kalina
- 1985 – Temida jako Helena Panasowa
- 1985 – Tanie pieniądze jako Ozdobowa
- 1988 – Zmowa jako Sędzia w Warszawie
- 1992 – Żegnaj Rockefeller jako Dama Freda

### Polski dubbing
- 1976: Ja, Klaudiusz jako Apikata